# Janis Ian
Janis Ian, geboren als Janis Eddy Fink (Farmingdale, 7 april 1951), is een Amerikaans singer-songwriter en auteur.

## Biografie
Ian leerde al op 3-jarige leeftijd pianospelen van haar vader, een muziekleraar.
Op 14-jarige leeftijd debuteerde zij met een zelfgeschreven liedje, Society's Child, dat haar in de Verenigde Staten van 1966 meteen nationaal bekend maakte (top 15-notering in de Billboard Hot 100). De tekst ging over een relatie tussen een blank meisje en een zwarte jongen. De discussie of zoiets wel kon, brandde los en Ian stond in het middelpunt van de belangstelling.
Haar carrière kreeg verder vorm toen zij het album Between the Lines uitbracht. Het nummer At Seventeen, over de gevoelens van iemand van die leeftijd die zich eenzaam voelt, werd een van haar bekendste liedjes. Andere bekende nummers zijn Jesse, Fly Too High, The Other Side of the Sun, Between the Lines en Stars.
In de jaren zeventig maakte zij diverse platen, daarna werd het wat stil rond haar. Zij trad nog wel op in Nederland in het begin van de jaren tachtig met Conny Vandenbos, een bewonderaarster. Zij heeft een plaat met vertaalde liedjes van Ian uitgebracht. Samen zingen ze daarop het duet Don't Leave Tonight.
Van 1978 tot hun scheiding in 1983 was Ian getrouwd met de Portugese filmer Tino Sargo. Na een periode van stilte, waarin zij door bedrog van een boekhouder financieel aan de grond zat, kwam ze terug met Breaking Silence. Daarbij kwam zij ook uit voor haar homoseksualiteit. Ze is in 2003 getrouwd met Patricia Snyder.
Ian woonde lang in Nashville maar verhuisde daarna naar Florida. Later begaf ze zich ook op het terrein van het schrijven van sciencefictionverhalen. In juli 2008 kwam haar autobiografie uit onder de titel Society's Child.
In dit millennium verschenen de albums God & the FBI (2002), Billie's Bones (2004) en Folk Is the New Black (2006). Het livealbum Working without a Net (2003) is een compilatie van haar liedjes en haar beste optredens. In 2013 publiceerde ze een geïllustreerd kinderboek (met illustraties van Ingrid en Dieter Schubert) gebaseerd op een van haar liedjes: The Tiny Mouse.
In 2022 bracht ze haar laatste cd uit (The Light at the End of the Line) als afsluiting van haar carrière, gecombineerd met een afscheidstournee door de VS. 
Ians muziek pendelt heen en weer tussen folk, country, blues en een heel eigen stijl.

## Discografie

### Albums
| Album met eventuele hitnotering(en) in de Nederlandse Album Top 100 | Datum van verschijnen | Datum van binnenkomst | Hoogste positie | Aantal weken | Opmerkingen            |
| ------------------------------------------------------------------- | --------------------- | --------------------- | --------------- | ------------ | ---------------------- |
| ...For all the seasons of your mind                                 | 1967                  | -                     |                 |              |                        |
| Janis Ian                                                           | 1967                  | -                     |                 |              |                        |
| The secret life of J. Eddy Fink                                     | 1968                  | -                     |                 |              |                        |
| Who really cares                                                    | 1969                  | -                     |                 |              |                        |
| Present company                                                     | 1971                  | -                     |                 |              |                        |
| Stars                                                               | 1974                  | -                     |                 |              |                        |
| Between the lines                                                   | 1975                  | -                     |                 |              | Nr. 1 Verenigde Staten |
| Aftertones                                                          | 1976                  | -                     |                 |              |                        |
| Miracle row                                                         | 1977                  | 19-02-1977            | 17              | 4            |                        |
| Janis Ian                                                           | 1978                  | 07-10-1978            | 47              | 1            |                        |
| Night rains                                                         | 1979                  | 26-01-1980            | 13              | 11           |                        |
| My favourites                                                       | 1980                  | 22-03-1980            | 8               | 30           | Verzamelalbum          |
| Restless eyes                                                       | 1981                  | 17-10-1981            | 43              | 1            |                        |
| Uncle wonderful                                                     | 1986                  | -                     |                 |              |                        |
| Up 'til now                                                         | 1991                  | 19-10-1991            | 17              | 16           | Verzamelalbum          |

### Singles
| Single met eventuele hitnotering(en) in de Nederlandse Top 40 | Datum van verschijnen | Datum van binnenkomst | Hoogste positie | Aantal weken | Opmerkingen                                                                       |
| ------------------------------------------------------------- | --------------------- | --------------------- | --------------- | ------------ | --------------------------------------------------------------------------------- |
| Fly too high                                                  | 1979                  | 22-12-1979            | 5               | 10           | Nr. 8 in de Nationale Hitparade / nr. 4 in de TROS Top 50 /                       |
| The other side of the sun                                     | 1980                  | 26-7-1980             | 30              | 3            | Nr. 26 in de Nationale Hitparade / nr. 23 in de TROS Top 50                       |
| Don't leave tonight                                           | 1980                  | 25-10-1980            | 22              | 6            | met Conny Vandenbos / Nr. 17 in de Nationale Hitparade / nr. 22 in de TROS Top 50 |

### NPO Radio 2 Top 2000
| Nummers met noteringen in de NPO Radio 2 Top 2000 | '99  | '00 | '01  | '02  | '03  | '04  | '05  | '06  | '07 | '08  | '09 | '10 | '11 | '12 | '13 | '14  | '15  | '16  | '17  | '18  | '19  | '20  | '21  | '22  | '23  | '24  |
| ------------------------------------------------- | ---- | --- | ---- | ---- | ---- | ---- | ---- | ---- | --- | ---- | --- | --- | --- | --- | --- | ---- | ---- | ---- | ---- | ---- | ---- | ---- | ---- | ---- | ---- | ---- |
| At Seventeen                                      | 894  | 716 | 613  | 741  | 792  | 621  | 857  | 761  | 743 | 719  | 867 | 773 | 824 | 767 | 994 | 1131 | 1359 | 1449 | 1467 | 1306 | 1527 | 1290 | 1518 | 1441 | 1443 | 1489 |
| Fly Too High                                      | 1194 | -   | 1568 | 1406 | 1745 | 1632 | 1907 | 1582 | -   | 1875 | -   | -   | -   | -   | -   | -    | -    | -    | -    | -    | -    | -    | -    | -    | -    | -    |
| The Other Side of the Sun                         | 1784 | -   | -    | -    | -    | -    | -    | -    | -   | -    | -   | -   | -   | -   | -   | -    | -    | -    | -    | -    | -    | -    | -    | -    | -    | -    |

1. ↑  Een '-' betekent dat het nummer niet was genoteerd en een vetgedrukt getal geeft de hoogste notering van een nummer aan.